# 錫達布拉夫斯 (內布拉斯加州)
錫達布拉夫斯（英語：Cedar Bluffs）是位於美國內布拉斯加州桑德斯縣的村。

## 人口
根據2020年美國人口普查的數據，錫達布拉夫斯的面積為1.00平方千米，皆為陸地。當地共有人口615人，而人口密度為每平方千米615人。